# منتخب السودان لكرة الطائرة للسيدات
منتخب السودان لكرة الطائرة للسيدات (بالإنجليزية: Sudan women's national volleyball team)‏ هو ممثل السودان الرسمي في المنافسات الدولية في كرة طائرة في فئة كرة الطائرة للسيدات ‏ .